# The Daily Courant
The Daily Courant, publicado inicialmente el 11 de marzo de 1702, fue el primer periódico británico de publicación diaria. Fue producido por Elizabeth Mallet en sus instalaciones junto a la taberna de King's Arms en Fleet Bridge en Londres. El periódico constaba de una sola página, con anuncios en el reverso. Mallet anunció que tenía la intención de publicar solo noticias extranjeras y no agregaría ningún comentario propio, suponiendo que sus lectores tuvieran "suficiente sentido para reflexionar por sí mismos". 
Después de solo cuarenta días, Mallet vendió The Daily Courant a Samuel Buckley, quien lo trasladó a las instalaciones en el área de Little Britain en Londres, en "el signo del delfín". Buckley más tarde se convirtió en el editor de The Spectator. El Daily Courant duró hasta 1735, cuando se fusionó con el Daily Gazetteer.